# Mosaic
Mosaic é conhecido por muitos como o primeiro Navegador WWW e cliente Gopher e foi o primeiro navegador a ser usado no Windows (além do UNIX), que abriu a web para o público em geral.
Foi desenvolvido no National Center for Supercomputing Applications (NCSA) a partir de 1992, lançado em 1993 e extinto em 27 de Janeiro de 1997.

## Visão geral
Navegadores como o Mosaic foram "os aplicativos matadores dos anos 1990" porque eles eram os primeiros programas a disponibilizar uma interface gráfica multimedia à estrondosa abundância de serviços de informação distribuída na Internet (ainda que limitada a FTP, Usenet e Gopher) em uma época onde o acesso à internet estava se expandindo rapidamente, fora dos domínios das universidades e muitas instituições industriais.
Navegadores anteriores não criaram o tipo de impacto que o Mosaic teve para o uso público da internet.

## História do Mosaic
NCSA Mosaic foi originalmente projetado e programado para o X Window System do Unix por Marc Andreessen e Eric Bina no NCSA. O financiamento para o desenvolvimento veio da High-Performance Computing and Communications Initiative (Iniciativa para Computação de Alta-Performance e Comunicações), um programa criado pelo High Performance Computing Act of 1991 (ou The Gore Bill, referindo-se a seu autor, o então senador Al Gore).
Microsoft Windows, uma adaptação para Acorn Archimedes foi lançada em maio de 1994.
Os termos de licenciamento para o Mosaic da NCSA eram generosos para um software proprietário. Para todas as versões, o uso não comercial era geralmente gratuito (com certas limitações). Em adição, a versão para X Window System proveu o código fonte (o código fonte para outras versões eram disponibilizadas depois que alguns acordos eram assinados). Apesar dos rumores persistentes que diziam o contrário, de qualquer forma o Mosaic nunca foi lançado como software de código aberto durante sua curta liderança como o maior browser, pois sempre havia obstáculos aos usos sem pagamento.
Marc Andreessen, o líder da equipa que desenvolveu o Mosaic, saiu da NCSA e, com Jim Clark, um dos fundadores da Silicon Graphics, Inc. (SGI) e outros quatro estudantes formados e nomeados da Universidade de Illinois, iniciaram o Mosaic Communications Corporation. Mosaic Communications finalmente se tornou a Netscape Communications Corporation, produzindo o Netscape Navigator.
Spyglass licenciou a tecnologia e marcas comerciais da NCSA para produzir seu próprio navegador web mas nunca usou nada do código fonte do Mosaic. Spyglass Mosaic foi depois licenciado pela Microsoft e modificado, e então renomeado para Internet Explorer. Se um usuário do Internet Explorer selecionar "Ajuda", na barra de menu, e depois "Sobre...", será exibida, dentre outras, uma citação ao Mosaic. Além do mais, um Guia de Usuário de 1995, The HTML Sourcebook: The Complete Guide to HTML (O Livro-Fonte do HTML: O Guia Completo para HTML), faz uma clara e específica referência, numa seção chamada Coming Attractions (Próximas Atrações), de que o Explorer "será baseado no programa Mosaic" (p. 331).

## Importância do Mosaic
Estudiosos consideram que o Mosaic seja o navegador da web que impulsionou o boom da Internet nos anos 1990. Robert Reid enfatizou sua importância: "Enquanto era ainda um graduando, Marc escreveu o software Mosaic... que fez a web popularmente relevante e expandiu a revolução" (p.xlii). Reid cita ainda o que a equipa de Andreessen esperava:
... corrigir muitas das falhas dos protótipos bem primitivos e então flutuar em torno da Internet. Mais significativamente, o trabalho deles transformou o interesse pela Web de um nicho de usos em uma área técnica para o interesse do mercado das massas. Em particular, esses estudantes da Universidade de Illinois fizeram duas mudanças-chave à navegação Web, que aumentou ainda mais seu interesse: eles adicionaram gráficos ao que era o diferente e entediante software baseado em texto, e, mais importante, eles portaram o software dos tão robustos computadores Unix que eram populares apenas no meio técnico e acadêmico, ao sistema operacional Microsoft Windows, que é usado em mais de 80% dos computadores do mundo, especialmente para computadores pessoais e comerciais (p.xxv).
Reid também refere-se ao bem respeitado site de Matthew Gray, Internet Statistics: Growth and Usage of the Web and the Internet (Estatísticas da Internet: Crescimento e uso da Web e da Internet), que indica um salto dramático no uso da web por volta da época da introdução do Mosaic (p.xxv).
Em adição, David Hudson concorda com Reid, citando isso:
As realizações do Mosaic de Marc Andreessen, baseado no trabalho de Berners-Lee e os teóricos do hipertexto antes dele, são geralmente reconhecidos como iniciando a Web como ela é agora conhecida. Mosaic, o primeiro navegador web a ganhar as massas da Net, foi lançado em 1993 e foi gratuitamente disponibilizado para o público. O adjetivo fenomenal, então frequentemente utilizado nesta indústria, é genuinamente aplicável à...'explosão' no crescimento da web depois do Mosaic aparecer em cena. Começando do nada, as estatísticas do crescimento (como publicado na imprensa) ultrapassaram a marca dos décimos de centésimos de porcento sobre os ridículos pequenos períodos de tempo que não eram nenhuma surpresa. (p.42).

## Fim do Mosaic
Em 1998, a base de usuários do Mosaic se havia quase completamente evaporado. Depois de a NCSA interromper o desenvolvimento do Mosaic, o desenvolvimento do código fonte do Mosaic da NCSA para o X Window System ainda foi mantido por alguns grupos independentes. Esses desenvolvedores independentes introduziram o mMosaic (multicast Mosaic), que cessou o desenvolvimento no começo de 2004, e o VMS Mosaic, que está em ativo desenvolvimento.